# Namsskogan
Namsskogan est une commune norvégienne située dans le comté de Trøndelag.

## Géographie
La commune s'étend sur 1 416,82 km2 dans le nord-est du comté, en limite de la région du Nord-Norge, près de la frontière suédoise. Elle est traversée par la rivière Namsen et la route européenne 6. 
Elle comprend les villages de Namsskogan, Brekkvasselv, Smalåsen, Skorovatn et Trones.